# Monteggio
Monteggio é uma comuna da Suíça, no Cantão Tessino, com cerca de 786 habitantes. Estende-se por uma área de 3,4 km², de densidade populacional de 231 hab/km². Confina com as seguintes comunas: Cadegliano-Viconago (IT-VA), Cremenaga (IT-VA), Croglio, Dumenza (IT-VA), Luino (IT-VA), Sessa.
A língua oficial nesta comuna é o Italiano.